# Capitool (Toulouse)
Het Capitool is een gebouw in de Franse stad Toulouse dat het stadhuis en een theater huisvest. Het gebouw is gelegen aan de Place du Capitole, het hart van Toulouse. Het Capitool en het plein ervoor staan symbool voor de stad.
Al in 1190 werd er op deze plek een gebouw voor het gemeentebestuur neergezet en sindsdien heeft het gemeentebestuur van Toulouse altijd op deze plaats gezeten. Voorheen bestond het uit een groter complex dan tegenwoordig, van door de eeuwen heen aangekochte en bijgebouwde panden, al naargelang de behoefte aan ruimte. Vandaag de dag zijn daar enkel nog de tour des archives (of de donjon) uit de 16e eeuw, de galerijen van het Cour Henri-IV uit de 17e eeuw en de gevel uit de 18e eeuw van over.